# Hans Walter (Kunsttischler)
Hans Walter  (erwähnt ab 1590 in Basel; † 17. Juli 1610 in Basel) war ein schweizerischer Schreiner deutscher Herkunft.

## Leben
Hans Walter  war ein Sohn von Hans Waldner (erwähnt 1561–1603), Tischler aus Ravensburg, tätig in Innsbruck und Augsburg. 1590 kaufte er sich das Bürgerrecht der Stadt Basel sowie das Zunftrecht der Spinnwetternzunft.
1598 war er der Hauptmeister bei der Fertigung des «Häuptergestühls» für das Basler Münster (heute im Historischen Museum Basel).